# Ranunculus constantinopolitanus
Ranunculus constantinopolitanus е вид растение от разред Лютикоцветни (Ranunculales), семейство Лютикови (Ranunculaceae). Видът се среща естествено в Югоизточна Европа и Западна Азия.

## Географско разпределение
То расте естествено в България, Румъния, Гърция, Крим, Кипър, Турция, Сирия, Ливан, северен Израел, Кавказ, Ирак и Иран.

## Морфология
Форма
Тревисто растение с леко космат стъбла.
Листа
Листа са триделни. Те имат форма от полукръгла до петоъгълнична. Измерват дължина 0,5 – 1,5 cm и ширина 1 – 2,5 cm. Те са повече или по-малко космати. Листна дръжка е малко по-космата и има дължина 5 – 10 cm.
Цвети
Те са събрани в съцветия. Те се появяват по върховете на стъблата. Те са жълти на цвят. Те имат 7 овални люспи с дължина 8 – 14 mm. Цъфти от април до юни
Плодове
Те имат голи семянки с дължина от 4 – 5 mm. Те формират колективното плодове.

## Местообитаване
Расте на тревните и скалисти склонове. То се среща с височина от 2000 до 3000 m над морското равнище.